# また逢う日
『また逢う日』（またあうひ）は、東海テレビ制作・フジテレビ系列で、1983年10月3日～12月30日に放送された昼ドラマである。

## 概要
戦前・戦中・戦後を生き抜いた女性教師の物語。

## キャスト
- 田所あや子 - 平淑恵
- 江藤潤
- 馬渕晴子
- 藤堂新二
- 真実一路
- 有田麻里
- 木下浩之
- 井上孝雄
- 左時枝
- 長塚京三
- 新井康弘
- 佐々木すみ江
- 若原瞳
- 工藤堅太郎
- 庄司永健
- 緋多景子
- 茅島成美
- 沼田爆
- 棟里佳
- 寺田路恵

## スタッフ
- 演出:大西博彦、小野俊和
- 脚本:大薮郁子、大西信行
- 制作:東海テレビ、東宝